# Holophaea erharda
Holophaea erharda är en fjärilsart som beskrevs av William Schaus 1927. Holophaea erharda ingår i släktet Holophaea och familjen björnspinnare. Inga underarter finns listade i Catalogue of Life.